# М
М, м (en cursiva М, м) és una lletra de l'alfabet ciríl·lic, la catorzena de l'alfabet rus. Equival a la M llatina i a la M grega.

## Taula de codis
| Codificació de caràcters | Tipus     | Decimal | Hexadecimal | Octal  | Binari              |
| ------------------------ | --------- | ------- | ----------- | ------ | ------------------- |
| Unicode                  | Majúscula | 1052    | 041C        | 002034 | 0000 0100 0001 1100 |
| Unicode                  | Minúscula | 1084    | 043C        | 002074 | 0000 0100 0011 1100 |
| ISO 8859-5               | Majúscula | 188     | BC          | 274    | 1011 1100           |
| ISO 8859-5               | Minúscula | 220     | DC          | 334    | 1101 1100           |
| KOI 8                    | Majúscula | 237     | ED          | 355    | 1110 1101           |
| KOI 8                    | Minúscula | 205     | CD          | 315    | 1100 1101           |
| Windows 1251             | Majúscula | 204     | CC          | 314    | 1100 1100           |
| Windows 1251             | Minúscula | 236     | EC          | 354    | 1110 1100           |